# At the Crossroads of Life
At the Crossroads of Life, bisweilen auch verkürzt Crossroads of Life (deutsch, sinngemäß: Am Scheideweg des Lebens), ist ein US-amerikanisches Melodram des Regisseurs Wallace McCutcheon jr. aus dem Jahr 1908. Das Drehbuch schrieb David Wark Griffith, der Stummfilm ist eine Produktion der Biograph Company.

## Handlung
Die Handlung ist im viktorianischen Neuengland angesiedelt. Linda Arvidson spielt die Tochter eines Geistlichen, dargestellt von Edward Dillon. Ihre ganze Erziehung war darauf ausgerichtet, sie von jeglichem schädlichen Einfluss der realen Welt zu isolieren und sie auf ein Leben als Mutter und Hausfrau vorzubereiten. Mit ihrer Freundin (Florence Auer) verschlingt sie förmlich zufällig gefundene Theaterzeitschriften, die ihr einen Blick auf die vermeintlich glamouröse Außenwelt ermöglichen. Beide stellen die beschriebenen Bühnenszenen nach und werden von dem Vater bei der Aufführung einer derben Burleske überrascht. Der Vater ist zutiefst schockiert und empört. Es kommt zu einem heftigen Streit zwischen Vater und Tochter, der sie schließlich aus dem Haus treibt.
Die Tochter bewirbt sich in New York um die Aufnahme in einen Opernchor. Sie übersteht das Vorsingen und wird in den Chor aufgenommen. Aufgrund ihres attraktiven Äußeren, ihrer Erziehung und ihrer schönen Stimme macht sie rasch Karriere auf der Bühne, aber ihr Leben ist einsam und freudlos. Dass sie von einem ungeliebten Verehrer umschmeichelt wird, macht es nicht angenehmer. Arvidson sehnt sich danach, zu ihrer Familie zurückkehren zu können, doch der Vater hat alle ihre Briefe ungelesen zerrissen. So scheint ihr nur die Möglichkeit zu bleiben, dem Werben ihres Verehrers nachzugeben und mit ihm ein Leben in der Welt des Theaters zu führen.
Verzweifelt schickt Arvidson ihrem Vater ein Telegramm und bittet ihn zu ihrem Auftritt am folgenden Abend zu kommen. Tatsächlich besucht der Vater die Vorstellung, er ist von der Aufführung und von der Atmosphäre des Theaters zutiefst ergriffen. Die Tochter beobachtet ihn durch das Guckloch im Bühnenvorhang. Nach der Vorstellung kommt der Vater hinter die Bühne und umarmt seine Tochter, während der verschmähte Liebhaber die Versöhnungsszene mit unverhohlenem Ärger betrachtet.

## Verwertung
At the Crossroads of Life wurde am 20. Juni 1908 als Crossroads of Life beim United States Copyright Office registriert. Der Film wurde erstmals am 3. Juli 1908 mit dem vollständigen Titel aufgeführt. Er wurde Ende des 20. Jahrhunderts auf VHS-Video und 2009 auf DVD veröffentlicht.
Szenen aus At the Crossroads of Life wurden 1909 in den humoristischen Kurzfilm Those Awful Hats aufgenommen, wo sie als Kinovorführung den Hintergrund der Handlung bilden.
Eine mit Hilfe des Lillian Gish Trust for Film Preservation restaurierte Kopie des Films befindet sich im Museum of Modern Art in New York City. Weitere Kopien besitzen das Berkeley Art Museum and Pacific Film Archive der University of California, Berkeley und das EYE Film Instituut Nederland in Amsterdam. Eine Kopie befindet sich in der Paper Print Collection der US-amerikanischen Library of Congress.

## Drehbuch und Regie
Für David W. Griffith markierte die Arbeit an At the Crossroads of Life eine Zäsur. Er hatte 1907 versucht, Edwin S. Porter von den Edison Studios ein Drehbuch auf der Basis der Oper Tosca zu verkaufen. Stattdessen war er als Darsteller für eine Hauptrolle in Rescued from an Eagle’s Nest verpflichtet worden. Bei Biograph konnte er 1908 mehrere Drehbücher absetzen, darunter jene für Old Isaacs, the Pawnbroker und At the Crossroads of Life. Zudem spielte er in Ostler Joe und At the Crossroads of Life. Mit dem Drehbuch hatte er dem Regisseur McCutcheon eine Chance gegeben, die dieser nicht nutzte. Die Filme von Wallace McCutcheon jr. zeichnen sich, im Gegensatz zu denen seines Vaters, durch ein schlechtes Szenenbild, mangelhafte Führung der Schauspieler und eine insgesamt schlechte Qualität aus. At the Crossroads of Life war einer seiner letzten Filme. Er bestand aus neun Einstellungen, die mit Ausnahme einer kurzen Außenaufnahme alle von der gleichen Kameraposition aufgenommen wurden. Für Griffith markierte der Film das Ende der kurzen Karriere als Filmschauspieler, obgleich er weiter kleine Rollen in seinen eigenen Filmen spielte, und den Beginn der Karriere als Regisseur. Zwei Monate nach dem Dreh von At the Crossroads of Life trat Griffith bei Biograph die Nachfolge McCutcheons an.

## Rezeption
Am Tag nach der ersten Aufführung erschien in der Moving Picture World eine Rezension, die den Film als eine „anrührende“ Geschichte bezeichnet. Neben einigen komödiantischen Elementen zur Aufhellung der düsteren Stimmung biete er ein lebendiges Bild des Lebens hinter den Kulissen.
Für die US-amerikanische Filmhistorikerin Eileen Bowser liegt die Bedeutung von At the Crossroads of Life darin, die primitiven Bedingungen der Filmproduktion seiner Zeit aufzuzeigen. Sie weist darauf hin, dass Griffith seine Erfahrung als Schauspieler in sein Drehbuch eingebracht und sich vor der Kamera um die Rettung des Films bemüht habe.

## Technische Details
Der Film ist ein One-Reeler auf 35-mm-Film mit einer Länge von 778 Fuß. Er wurde am 2. und 4. Juni 1908 in einem Studio in New York City gedreht.